# جيني فليتشر
جيني فليتشر (بالإنجليزية: Jennie Fletcher)‏ (19 مارس 1890-17 يناير 1968) عرفت لاحقاً بإسمها الزوجي جيني هيسلوب، سبَّاحة بريطانية أولمبية وصاحبة رقم قياسي، حائزة على ميداليات ذهبية وبرونزية في منافسات أولمبية.

## حياتها وإنجازاتها الرياضية
ولدت جيني فليتشر في 19 مارس 1890 في ليستر بإنكلترا في عائلة فقيرة مكونة من 11 شخصاً، وكان عليها الجمع بين السباحة والعمل لإثنتا عشر ساعة في اليوم. في عام 1905 سجلت رقماً قياسياً في سباحة حرة 100 ياردة والذي استمر لسبع سنوات. تم اختيارها للمشاركة في الألعاب الأولمبية الصيفية 1908 لكن منافسة السباحة ألغيت بسبب قلة عدد المشاركات، شاركت فليتشر في أولمبياد 1912 حيث فازت بميدالية ذهبية في سباق تتابع 4×100 متر حرة، وحصلت على ميدالية برونزية في سباق فردي 100 متر حرة.
بدأت بتعليم السباحة في ليستر عام 1913 حيث أنهت حياتها المهنية التنافسية كهاوية وأصبحت محترفة. ثم تزوجت وهاجرت مع زوجها إلى كندا عام 1917 حيث أنجبت ابنة وخمسة أبناء.
في عام 1971 تم تكريمها بوضع إسمها في قاعة مشاهير السباحة العالمية باعتبارها سبّاحة متميزة.

## روابط خارجية
- جيني فليتشر على موقع قاعة مشاهير السباحة العالمية (الإنجليزية)
- جيني فليتشر على موقع اللجنة الأولمبية الدولية (الإنجليزية)
- جيني فليتشر على موقع أوليمبيديا (الإنجليزية)
- جيني فليتشر على موقع اللجنة الأولمبية البريطانية (الإنجليزية)